# Claire Jacquet
Pour les articles homonymes, voir Jacquet.
Claire Jacquet, née le 17 mai 1988 à Bar-le-Duc, est une céiste française pratiquant le slalom.

## Biographie
Elle remporte le bronze en C-1 par équipes aux Championnats du monde de slalom 2018.
Aux Championnats d'Europe de slalom 2020, elle est médaillée de bronze en C-1 par équipes avec Lucie Prioux et Lucie Baudu.

## Palmarès

### Championnats du monde
- Médaille de bronze en 2018 à Rio de Janeiro en C1 par équipes.

### Championnats d'Europe
- Médaille d'argent en 2012 à Augsbourg en C1 par équipes.
- Médaille d'argent en 2018 à Prague en C1 par équipes.
- Médaille de bronze en 2020 à Prague en C1 par équipes.